# Triodia fitzgeraldii
Triodia fitzgeraldii là một loài thực vật có hoa trong họ Hòa thảo. Loài này được C.A.Gardner ex N.T.Burb. miêu tả khoa học đầu tiên năm 1946.